# All Over Me
Pour plus de détails, voir Fiche technique et Distribution.
All Over Me est un film américain réalisé par Alex Sichel en 1997.

## Synopsis
Claude et Ellen sont deux jeunes adolescentes, amies depuis l'enfance. Claude est discrète, peu bavarde, boulimique et en retrait alors qu'Ellen est belle, anorexique, populaire et adepte de nouvelles expériences.
Toutes les deux habitent un quartier « chaud » et dangereux de New York. Un jour, Ellen rencontre Mark, un garçon violent, brutal et homophobe qui vend de la drogue. Fascinée, Ellen tombe amoureuse et sa descente aux enfers débute.
Claude de son côté, voit s'éloigner sa meilleure amie au profit de Mark. Elle se lie d'amitié avec son nouveau voisin, Luke. Ce dernier est bientôt retrouvé assassiné. La police suspecte un crime homophobe.
La relation entre Claude et Ellen se dégrade. En effet, Claude suspecte Mark d'être à l'origine de ce meurtre et pense qu'Ellen est au courant mais fait tout pour le protéger. Claude rencontre Lucy, une jeune punk aux cheveux roses qui lui fait des avances. Elle réalise alors qu'elle est amoureuse d'Ellen et choisit de faire part de ses sentiments à son amie.

## Fiche technique
- Titre : All Over Me
- Réalisateur : Alex Sichel
- Scénario : Sylvia Sichel
- Format : Couleurs
- Durée : 90 minutes
- Date de sortie : 1997
- Pays : États-Unis

## Distribution
- Alison Folland : Claude
- Tara Subkoff : Ellen
- Cole Hauser : Mark
- Wilson Cruz : Jesse
- Leisha Hailey : Lucy
- Pat Briggs : Luke
- Ann Dowd : Anne
- Gene Canfield : Stewart
- Shawn Hatosy : Gus
- Vincent Pastore : Don
- David Lee Russek : Dave